# Nati il 31 marzo
| Questa pagina contiene informazioni ricavate automaticamente dalle voci biografiche con l'ausilio del template Bio e di un bot. L'aggiornamento è periodico e automatico e ricostruisce completamente la pagina. Se manca una persona in questa lista, sei pregato di non aggiungerla, ma accertati piuttosto che la sua voce biografica contenga il template Bio e che i dati anagrafici siano correttamente compilati. Se il template Bio manca, inseriscilo tu stesso o, in alternativa, metti l'avviso {{tmp\|Bio}} che ne segnala la mancanza. Se i dati riportati sono sbagliati, correggi direttamente la voce biografica; le modifiche saranno visibili in questa lista entro pochi giorni. Per chiarimenti vedi il progetto biografie. La lista contiene solo le 1.165 persone che sono citate nell'enciclopedia e per le quali è stato implementato correttamente il template Bio. Pagina aggiornata al 13 ago 2025. |

## IV secolo(1)
- 397 - K'uk' B'ahlam I, sovrano maya († 435)

## IX secolo(1)
- 822 - Al-Mutawakkil, califfo († 861)

## XIV secolo(4)
- 1347 - Federico d'Asburgo, nobile austriaco († 1362)
- 1360 - Filippa di Lancaster, nobile inglese († 1415)
- 1366 - Pietro di Navarra, principe († 1412)
- 1373 - Caterina di Lancaster, sovrana spagnola († 1418)

## XV secolo(4)
- 1418 - Margherita Gonzaga, nobile († 1439)
- 1425 - Bianca Maria Visconti, nobile italiana († 1468)
- 1472 - Pietro di Aragona, principe italiano († 1491)
- 1499 - Papa Pio IV, papa, vescovo cattolico e cardinale italiano († 1565)

## XVI secolo(9)
- 1504 - Guru Angad Dev, scrittore indiano († 1552)
- 1519 - Enrico II di Francia, re francese († 1559)
- 1536 - Ashikaga Yoshiteru, militare giapponese († 1565)
- 1549 - Tsutsui Junkei, militare giapponese († 1584)
- 1571 - Pietro Aldobrandini, cardinale italiano († 1621)
- 1576 - Luisa Giuliana di Nassau, principessa († 1644)
- 1580 - Boghislao XIV di Pomerania, vescovo luterano tedesco († 1637)
- 1582 - Sofia di Hohenzollern, nobile († 1610)
- 1596 - Cartesio, filosofo e matematico francese († 1650)

## XVII secolo(18)
- 1601 - Giacomo Micaglia, linguista e lessicografo italiano († 1654)
- 1612 - Gioacchino Ernesto di Oettingen-Oettingen, nobile tedesco († 1658)
- 1620 - Antonio Lupis, scrittore italiano († 1700)
- 1621 - Andrew Marvell, poeta e politico inglese († 1678)
- 1624 - Antoine Pagi, storico e presbitero francese († 1699)
- 1635 - Carlo Loffredo, arcivescovo cattolico italiano († 1701)
- 1648 - Sebastiaen van Aken, pittore fiammingo († 1722)
- 1651 - Carlo II del Palatinato, nobile († 1685)
- 1651 - Antonio Maria Ferri, architetto italiano († 1716)
- 1654 - Lorenzo Cozza, cardinale italiano († 1729)
- 1656 - Giovanni Battista Bussi, cardinale e arcivescovo cattolico italiano († 1726)
- 1670 - Luigi Augusto di Borbone, nobile e militare francese († 1736)
- 1675 - Papa Benedetto XIV, papa, arcivescovo cattolico e cardinale italiano († 1758)
- 1684 - Francesco Durante, compositore italiano († 1755)
- 1685 - Johann Sebastian Bach, compositore e musicista tedesco († 1750)
- 1693 - Elisabetta Albertina di Anhalt-Bernburg, nobile († 1774)
- 1696 - Mattia Bortoloni, pittore italiano († 1750)
- 1699 - Françoise-Louise de Warens, nobile svizzera († 1762)

## XVIII secolo(40)
- 1702 - Barthélemy-Christophe Fagan, drammaturgo francese († 1755)
- 1703 - Giovanni Battista Alberoni, pittore e scenografo italiano († 1784)
- 1705 - Sofia Carolina di Brandeburgo-Kulmbach, principessa tedesca († 1764)
- 1708 - Jean Chastel, francese († 1789)
- 1712 - Nicolas-François Gillet, scultore francese († 1791)
- 1714 - Domenico Morelli, vescovo cattolico e letterato italiano († 1804)
- 1717 - Jakob Friedrich von Bielfeld, scrittore e politico tedesco († 1770)
- 1718 - Marianna Vittoria di Borbone-Spagna, spagnola († 1781)
- 1723 - Federico V di Danimarca, re († 1766)
- 1727 - Antoine Pitrot, ballerino e coreografo francese
- 1729 - Henri-Louis Kain, attore teatrale francese († 1778)
- 1730 - Étienne Bézout, matematico francese († 1783)
- 1732 - Franz Joseph Haydn, compositore austriaco († 1809)
- 1732 - Giuseppe Amedeo Sallier de la Tour, generale italiano († 1820)
- 1732 - Maria Enrichetta Giuseppa di Fürstenberg-Stühlingen, principessa tedesca († 1772)
- 1734 - Louis-Philippe Mouchy, scultore francese († 1801)
- 1740 - Charles Spencer, nobile e politico inglese († 1820)
- 1742 - Orazio Della Torre, vescovo cattolico italiano († 1811)
- 1747 - Johann Abraham Peter Schultz, musicista e compositore tedesco († 1800)
- 1754 - George Cavendish, I conte di Burlington, politico inglese († 1834)
- 1757 - Gustaf Mauritz Armfelt, generale, diplomatico e politico svedese († 1814)
- 1758 - Giovanni Bianchi, compositore italiano († 1829)
- 1759 - Jeanne Fontbonne, religiosa francese († 1843)
- 1763 - Andrea Sanfelice, nobile italiano († 1808)
- 1765 - Domenico Genovesi, arcivescovo cattolico italiano († 1835)
- 1773 - Antonio Albrizzi, giurista e avvocato svizzero († 1846)
- 1774 - Luigi Ottavio Serra, ammiraglio italiano († 1849)
- 1777 - Charles Cagniard de Latour, ingegnere e fisico francese († 1859)
- 1777 - Louis Cordier, geologo e mineralogista francese († 1861)
- 1777 - Carlo Gioacchino di Fürstenberg, principe († 1804)
- 1778 - Coenraad Jacob Temminck, ornitologo e biologo olandese († 1858)
- 1782 - Louis-Hippolyte Lebas, architetto francese († 1867)
- 1786 - Louis Vicat, ingegnere francese († 1861)
- 1787 - Jessadabodindra, sovrano siamese († 1851)
- 1793 - Friedrich Traugott Friedemann, archivista, filologo e educatore tedesco († 1853)
- 1798 - Ernesto Capocci di Belmonte, matematico, astronomo e politico italiano († 1864)
- 1798 - Vladimir Alekseevič Musin-Puškin, nobile e ufficiale russo († 1854)
- 1800 - Félix Auvray, pittore e scrittore francese († 1833)
- 1800 - William Cholmondeley, III marchese di Cholmondeley, politico e nobile inglese († 1884)
- 1800 - Osip Ivanovič Senkovskij, scrittore, giornalista e orientalista russo († 1858)

## XIX secolo(164)
- 1801 - Ferdinando Zannetti, medico e chirurgo italiano († 1881)
- 1803 - Maria di Meclemburgo-Schwerin, principessa († 1862)
- 1806 - Ion Roată, politico romeno († 1882)
- 1807 - Théogène François Page, ammiraglio francese († 1867)
- 1808 - Timoléon Chapperon, politico francese († 1867)
- 1808 - Giovanni Renica, pittore italiano († 1884)
- 1809 - Edward FitzGerald, scrittore inglese († 1883)
- 1811 - Robert Wilhelm Bunsen, chimico e fisico tedesco († 1899)
- 1811 - Giuseppe da Igualada, presbitero spagnolo († 1871)
- 1813 - Félix María Zuloaga, politico e generale messicano († 1898)
- 1816 - Georg von Wyß, storico svizzero († 1893)
- 1817 - George Lyttelton, IV barone Lyttelton, nobile e politico inglese († 1876)
- 1817 - Charlotte Stuart, pittrice inglese († 1861)
- 1819 - Édouard Louis Dubufe, pittore francese († 1883)
- 1819 - Chlodwig zu Hohenlohe-Schillingsfürst, politico tedesco († 1901)
- 1820 - Cesare Fedele Abbati, francescano e vescovo cattolico italiano († 1915)
- 1821 - Henry Dunning Macleod, economista scozzese († 1902)
- 1821 - Fritz Müller, biologo tedesco († 1897)
- 1822 - Serafino Biffi, psichiatra e politico italiano († 1899)
- 1823 - Domenico Bartoli, politico, magistrato e avvocato italiano († 1897)
- 1823 - Carel Max Quaedvlieg, pittore olandese († 1874)
- 1824 - William Morris Hunt, pittore statunitense († 1879)
- 1824 - Adeline Plunkett, ballerina belga († 1910)
- 1826 - Ivan Fëdorovič Lichačëv, ammiraglio russo († 1907)
- 1831 - Archibald Scott Couper, chimico scozzese († 1892)
- 1831 - Heinrich von Calice, diplomatico e nobile austriaco († 1912)
- 1835 - John La Farge, pittore e scrittore statunitense († 1910)
- 1837 - Marc Delafontaine, chimico svizzero († 1911)
- 1837 - Sigismondo De Bosniaski, medico polacco († 1921)
- 1838 - Léon Dierx, poeta francese († 1912)
- 1838 - Carlo Stagno Cumbo d'Alcontres, nobile, militare e filatelista italiano († 1906)
- 1839 - Nikolaj Petrovič Lišin, generale russo († 1906)
- 1840 - Benjamin Baker, ingegnere inglese († 1907)
- 1843 - Bernhard Förster, insegnante tedesco († 1889)
- 1843 - Kristian Zahrtmann, pittore danese († 1917)
- 1844 - Oskar Böttger, zoologo tedesco († 1910)
- 1844 - Andrew Lang, scrittore e poeta britannico († 1912)
- 1847 - James Henry Emerton, aracnologo e entomologo statunitense († 1930)
- 1847 - Hermann de Pourtalès, velista svizzero († 1904)
- 1848 - William Astor, I visconte Astor, avvocato e politico statunitense († 1919)
- 1850 - Friedrich Knauer, zoologo austriaco († 1926)
- 1850 - Charles Doolittle Walcott, geologo e paleontologo statunitense († 1927)
- 1852 - Pietro Bandini, gesuita e missionario italiano († 1917)
- 1852 - Jeanne Granier, soprano francese († 1939)
- 1852 - Şehzade Ahmed Nureddin, principe ottomano († 1884)
- 1853 - Isaac Bayley Balfour, botanico scozzese († 1922)
- 1854 - Dugald Clerk, inventore, ingegnere e progettista britannico († 1932)
- 1854 - Jane Toppan, assassina seriale statunitense († 1938)
- 1855 - Théophile Cart, linguista e esperantista francese († 1931)
- 1855 - Gilbert Gaul, pittore e illustratore statunitense († 1919)
- 1856 - José Benjamín Zubiaur, educatore e dirigente sportivo argentino († 1921)
- 1857 - Édouard Rod, scrittore svizzero († 1910)
- 1857 - Victor Baptistin Sénès, ammiraglio francese († 1915)
- 1858 - Angelo Dall'Oca Bianca, pittore italiano († 1942)
- 1859 - Gaston Breteau, attore francese († 1909)
- 1859 - Charles Maudru, regista francese († 1935)
- 1860 - Alessandro Vessella, direttore di banda, compositore e poliziotto italiano († 1929)
- 1861 - Jabbar Garyagdioglu, cantante azero († 1944)
- 1861 - Harriet White Fisher, sportiva e dirigente d'azienda statunitense († 1939)
- 1862 - Claude Augustus Swanson, politico statunitense († 1939)
- 1865 - Anandi Gopal Joshi, medico indiano († 1887)
- 1868 - Alberto Nicola Gualano, magistrato statunitense († 1960)
- 1868 - Angelo Scribanti, ingegnere italiano († 1926)
- 1870 - James M. Cox, politico statunitense († 1957)
- 1870 - Tommy Ryan, pugile statunitense († 1948)
- 1872 - Arthur Griffith, patriota e politico irlandese († 1922)
- 1872 - Aleksandra Michajlovna Kollontaj, rivoluzionaria russa († 1952)
- 1873 - Dave Gardner, calciatore scozzese († 1931)
- 1874 - Benjamín Argumedo, generale messicano († 1916)
- 1874 - Andrés Gaos, compositore e violinista spagnolo († 1959)
- 1874 - Benjamín G. Hill, generale messicano († 1920)
- 1874 - Henri Marteau, violinista e compositore francese († 1934)
- 1874 - Karl Wahlberg, giocatore di curling svedese († 1934)
- 1876 - Luigi Burgo, ingegnere italiano († 1964)
- 1876 - Borisav Stanković, scrittore serbo († 1927)
- 1876 - Ernesto Vaser, attore e regista italiano († 1934)
- 1877 - Maria Campi, cantante e attrice italiana († 1963)
- 1877 - Henry Slack, velocista statunitense († 1928)
- 1878 - Fritz Oswald Bilse, scrittore e drammaturgo tedesco († 1951)
- 1878 - Jack Johnson, pugile statunitense († 1946)
- 1878 - Joseph Martinez, ginnasta francese († 1946)
- 1879 - Félix Maurice Hedde, vescovo cattolico e missionario francese († 1960)
- 1879 - Riccardo Momigliano, giornalista, politico e antifascista italiano († 1961)
- 1880 - Paul Gleeson, tennista statunitense († 1956)
- 1880 - Muriel Wheldale Onslow, chimica, biochimica e genetista britannica († 1932)
- 1882 - Kornej Ivanovič Čukovskij, poeta, traduttore e critico letterario russo († 1969)
- 1883 - Gaudenzio Binaschi, vescovo cattolico italiano († 1968)
- 1883 - Auguste Grimault, vescovo cattolico e missionario francese († 1980)
- 1883 - Mario Reviglione, pittore e incisore italiano († 1965)
- 1884 - Niculae Abramescu, matematico rumeno († 1947)
- 1884 - Axel Ljung, ginnasta, lunghista e velocista svedese († 1938)
- 1884 - Adriaan van Maanen, astronomo olandese († 1946)
- 1884 - Marie Novello, pianista gallese († 1928)
- 1884 - Tina Pica, attrice italiana († 1968)
- 1884 - Henri Queuille, politico francese († 1970)
- 1884 - Pirro Scavizzi, presbitero italiano († 1964)
- 1885 - Jules Pascin, pittore bulgaro († 1930)
- 1885 - Karl Fischer von Treuenfeld, generale tedesco († 1946)
- 1886 - Amadeo García, allenatore di calcio spagnolo († 1947)
- 1886 - Otto von Knobelsdorff, generale tedesco († 1966)
- 1886 - Tadeusz Kotarbiński, filosofo e logico polacco († 1981)
- 1886 - Vlastimil Lada-Sázavský, schermidore boemo († 1956)
- 1886 - Enoch West, calciatore inglese († 1965)
- 1887 - Willi Knesebeck, calciatore tedesco († 1956)
- 1887 - Donald Ryder Dickey, ornitologo statunitense († 1932)
- 1887 - Umberto Zanolini, ginnasta italiano († 1973)
- 1888 - Juan Luis Beigbeder, generale e politico spagnolo († 1957)
- 1888 - Alberto Machimbarrena, calciatore spagnolo († 1923)
- 1888 - José María Mateos, allenatore di calcio spagnolo († 1963)
- 1888 - Federigo Severini, architetto e ingegnere italiano († 1962)
- 1889 - Erich Albrecht, calciatore tedesco († 1942)
- 1889 - Harry L. Fraser, regista statunitense († 1974)
- 1889 - Stanley Garton, canottiere britannico († 1948)
- 1889 - Ernest Henley, velocista britannico († 1962)
- 1889 - Adolf Jäger, calciatore tedesco († 1944)
- 1890 - William Lawrence Bragg, fisico e cristallografo britannico († 1971)
- 1891 - Guido Brignone, velocista italiano
- 1891 - Bruno Fattori, poeta italiano († 1985)
- 1891 - Ion Pillat, poeta rumeno († 1945)
- 1891 - Antonio Reali, ufficiale e aviatore italiano († 1975)
- 1891 - Esther Kreitman, scrittrice polacca († 1954)
- 1891 - Victor Varconi, attore ungherese († 1976)
- 1891 - Andy Varipapa, giocatore di bowling italiano († 1984)
- 1892 - Mignon Anderson, attrice statunitense († 1983)
- 1892 - Stanisław Maczek, generale polacco († 1994)
- 1892 - Primo Magnani, pistard italiano († 1969)
- 1892 - Doro Merande, attrice statunitense († 1975)
- 1892 - Mario Muzzarini, politico italiano († 1965)
- 1892 - Giuseppe Viggiani, pittore, scrittore e traduttore italiano († 1962)
- 1893 - André Herbemont, ingegnere francese († 1966)
- 1893 - Clemens Krauss, direttore d'orchestra e impresario teatrale austriaco († 1954)
- 1893 - Alfredo Pezzana, schermidore e dirigente sportivo italiano († 1986)
- 1893 - Frank Scalice, mafioso italiano († 1957)
- 1893 - Salvatore Zappalà, militare italiano († 1942)
- 1894 - Antonín Hojer, calciatore cecoslovacco († 1964)
- 1894 - Guido Poli, militare italiano († 1917)
- 1894 - Carl Poppe, calciatore norvegese († 1940)
- 1895 - Zlatko Baloković, violinista croato († 1965)
- 1895 - John J. McCloy, avvocato, diplomatico e banchiere statunitense († 1989)
- 1895 - Silvia Zenari, botanica e geologa italiana († 1956)
- 1896 - Walter Becchia, ingegnere meccanico italiano († 1976)
- 1896 - Eddie Dunn, attore statunitense († 1951)
- 1896 - Sarah Y. Mason, sceneggiatrice statunitense († 1980)
- 1897 - Alfréd Forbáth, architetto e urbanista ungherese († 1972)
- 1897 - Liala, scrittrice italiana († 1995)
- 1897 - Rosita Lojacono, pittrice italiana († 2001)
- 1897 - Werner Mummert, generale tedesco († 1950)
- 1897 - Bruna Tamaro Forlati, archeologa italiana († 1987)
- 1897 - Wolfgang Willrich, artista tedesco († 1948)
- 1898 - Giuseppe Norsa, calciatore italiano († 1982)
- 1898 - Giacomo Noventa, poeta, saggista e letterato italiano († 1960)
- 1899 - Renato Bitossi, politico, sindacalista e antifascista italiano († 1969)
- 1899 - Leo Borchard, direttore d'orchestra tedesco († 1945)
- 1899 - Albert Mayaud, nuotatore e pallanuotista francese († 1987)
- 1899 - Vincenzo Rabito, scrittore italiano († 1981)
- 1899 - Arturo Raffaldini, pittore e restauratore italiano († 1962)
- 1899 - Otto Reinfeldt-Reinlo, calciatore estone († 1974)
- 1899 - Paolo Vita-Finzi, ambasciatore, giornalista e saggista italiano († 1986)
- 1900 - Louis Campagna, mafioso statunitense († 1955)
- 1900 - John Gaddum, farmacologo britannico († 1965)
- 1900 - John Lyons, hockeista su ghiaccio statunitense († 1971)
- 1900 - Heinrich Schlier, teologo tedesco († 1978)
- 1900 - Lőrinc Szabó, poeta e traduttore ungherese († 1957)
- 1900 - Henry, duca di Gloucester, nobile britannico († 1974)

## XX secolo(897)
- 1901 - David Addis, calciatore nordirlandese († 1963)
- 1901 - Antonio Ferrua, presbitero, archeologo e epigrafista italiano († 2003)
- 1901 - Buster West, attore statunitense († 1966)
- 1902 - Albino Donati, politico italiano († 1972)
- 1903 - John Harron, attore statunitense († 1939)
- 1903 - Kurt Leucht, lottatore tedesco († 1974)
- 1903 - Carlo Ravnich, militare e partigiano italiano († 1996)
- 1903 - Willy Schütz, calciatore lussemburghese († 1932)
- 1903 - Bernard Joseph Topel, vescovo cattolico e matematico statunitense († 1986)
- 1904 - Đorđe Andrejević Kun, pittore serbo († 1964)
- 1904 - Federico Norcia, scacchista italiano († 1985)
- 1904 - Sam Zimbalist, produttore cinematografico e montatore statunitense († 1958)
- 1905 - Girolamo Bartolomeo Bortignon, vescovo cattolico italiano († 1992)
- 1905 - Halvar Hermanson, compositore di scacchi svedese († 1991)
- 1905 - Doris Hill, attrice statunitense († 1976)
- 1905 - Amadeo Labarta, calciatore spagnolo († 1989)
- 1905 - Big Maceo Merriweather, pianista e cantante statunitense († 1953)
- 1905 - Josef Ochs, poliziotto tedesco († 1987)
- 1905 - Ugo Procacci, storico dell'arte e funzionario italiano († 1991)
- 1905 - Robert Stevenson, regista, sceneggiatore e produttore cinematografico britannico († 1986)
- 1906 - Oleksij Hordijovyč Jeremenko, politico e militare sovietico († 1942)
- 1906 - Shin'ichirō Tomonaga, fisico giapponese († 1979)
- 1906 - Bernhard Welte, teologo e filosofo tedesco († 1983)
- 1907 - Piero Bandini, calciatore italiano († 1993)
- 1907 - Brian John Marples, zoologo inglese († 1997)
- 1907 - Eddie Quillan, attore statunitense († 1990)
- 1907 - Giorgio Tedeschini, calciatore italiano († 1988)
- 1908 - Red Norvo, vibrafonista statunitense († 1999)
- 1909 - Robert Brasillach, scrittore, giornalista e poeta francese († 1945)
- 1909 - Johann Tauscher, pallamanista austriaco († 1979)
- 1910 - Hans Nüsslein, tennista e allenatore di tennis tedesco († 1991)
- 1910 - Tōsuke Sawami, pallanuotista giapponese
- 1910 - Tina Steiner, velocista italiana († 2001)
- 1910 - Klaus Wagner, matematico tedesco († 2000)
- 1911 - Elisabeth Grümmer, soprano tedesco († 1986)
- 1911 - Robert Hamer, regista e sceneggiatore britannico († 1963)
- 1911 - Averill Abraham Liebow, medico austriaco († 1978)
- 1911 - Augusto Migliorini, militare, marinaio e partigiano italiano († 1983)
- 1912 - Ernie Blake, pallanuotista britannico († 2002)
- 1912 - Francesco Condorelli, pasticciere e imprenditore italiano († 2003)
- 1912 - Roberto Meléndez, calciatore e allenatore di calcio colombiano († 2000)
- 1912 - Rajendra Narayan Singh Deo, principe e politico indiano († 1975)
- 1912 - Antonio Zannetti, aviatore e militare italiano († 1941)
- 1912 - Guido Zannetti, aviatore e militare italiano († 1938)
- 1913 - Etta Baker, cantante e chitarrista statunitense († 2006)
- 1913 - Wesley Bennett, cestista statunitense († 2002)
- 1913 - Maria Josep Colomer i Luque, pioniere dell'aviazione spagnola († 2004)
- 1913 - Nives De Grassi, velocista italiana († 1986)
- 1913 - Walter Winterbottom, calciatore e allenatore di calcio inglese († 2002)
- 1914 - Mario Codermatz, militare italiano († 1941)
- 1914 - Aníbal Filiberti, pallanuotista argentino († 1998)
- 1914 - Octavio Paz, poeta, scrittore e saggista messicano († 1998)
- 1914 - Joe Rantz, canottiere statunitense († 2007)
- 1914 - André Simonyi, calciatore francese († 2002)
- 1914 - Efisio Zanda Loy, prefetto italiano († 2003)
- 1915 - Shōichi Yokoi, militare giapponese († 1997)
- 1916 - Lucille Bliss, attrice e doppiatrice statunitense († 2012)
- 1916 - Carlo Felice Manara, matematico italiano († 2011)
- 1916 - Tommy Nisbet, cestista e allenatore di pallacanestro statunitense († 1963)
- 1917 - Sebastiano Caprino, giornalista e conduttore radiofonico italiano († 1945)
- 1917 - Lisa Davanzo, pedagogista e poetessa italiana († 2006)
- 1917 - Dorothy DeLay, violinista e docente statunitense († 2002)
- 1917 - Jan Wyżykowski, geologo polacco († 1974)
- 1918 - Ted Post, regista e insegnante statunitense († 2013)
- 1918 - Sheila Sherlock, medico inglese († 2001)
- 1919 - Henryk Chroscicki, produttore cinematografico polacco († 2000)
- 1919 - Heinz Gerischer, chimico tedesco († 1994)
- 1920 - Deborah Mitford, nobildonna britannica († 2014)
- 1920 - Marija Vasil'evna Smirnova, aviatrice sovietica († 2002)
- 1920 - Bruno Vecchiarelli, politico italiano († 2005)
- 1921 - Laura Conti, partigiana, medica e ambientalista italiana († 1993)
- 1921 - Glauco Lolli Ghetti, armatore e dirigente sportivo italiano († 2006)
- 1921 - Martin Löb, matematico e logico tedesco († 2006)
- 1921 - Ignazio Pirastu, politico italiano († 2011)
- 1921 - Pierre Ranzoni, calciatore francese († 1999)
- 1921 - Luciano Rossi Levi, calciatore italiano († 1987)
- 1921 - Franco Rossi, violoncellista italiano († 2006)
- 1922 - Virginio Arzani, militare e partigiano italiano († 1944)
- 1922 - Bruno Broccoli, autore televisivo italiano († 2016)
- 1922 - Mario Cataldi, politico e avvocato italiano († 2017)
- 1922 - Lionel Davidson, scrittore britannico († 2009)
- 1922 - Maphevu Dlamini, politico swati († 1979)
- 1922 - Richard Kiley, attore statunitense († 1999)
- 1922 - Patrick Magee, attore britannico († 1982)
- 1922 - John Lawrence May, arcivescovo cattolico statunitense († 1994)
- 1922 - János Mogyorósy-Klencs, ginnasta ungherese († 1997)
- 1922 - Alessandro Pratesi, diplomatista, paleografo e storico italiano († 2012)
- 1922 - Rino Quagliotti, cuoco italiano († 2014)
- 1922 - Helle Winther, attore svedese († 2005)
- 1922 - Dino Zarlatti, calciatore italiano
- 1923 - Don Barksdale, cestista statunitense († 1993)
- 1923 - Armando Bonato, fumettista italiano († 1991)
- 1923 - Shoshana Damari, cantante e attrice israeliana († 2006)
- 1923 - Antonio Ubieto Arteta, storico e filologo spagnolo († 1990)
- 1924 - Manuel Barrenetxea, calciatore spagnolo († 1998)
- 1924 - Leo Buscaglia, docente e saggista statunitense († 1998)
- 1924 - Henry Cubitt, IV barone Ashcombe, nobile inglese († 2013)
- 1924 - Arnaldo Leonzio, allenatore di calcio e calciatore italiano († 1979)
- 1924 - Francesco Madonia, mafioso italiano († 2007)
- 1924 - Bob Maitland, ciclista su strada britannico († 2010)
- 1924 - Pia Velsi, attrice e cantante italiana
- 1925 - Andrea Bianchi, regista italiano († 2013)
- 1925 - Bernhard Heisig, pittore e illustratore tedesco († 2011)
- 1925 - Gigi Monticone, giornalista, scrittore e partigiano italiano († 1973)
- 1925 - Salvatore Urso, politico e sindacalista italiano († 2017)
- 1926 - Sydney Chaplin, attore statunitense († 2009)
- 1926 - John Fowles, scrittore e saggista inglese († 2005)
- 1926 - Beni Montresor, scenografo, regista e illustratore italiano († 2001)
- 1926 - Licio Nencetti, partigiano italiano († 1944)
- 1926 - Rocco Petrone, ingegnere e ufficiale statunitense († 2006)
- 1926 - Livia Venturini, attrice italiana († 2008)
- 1927 - Gennaro Alfano, politico italiano († 2015)
- 1927 - César Chávez, sindacalista e attivista statunitense († 1993)
- 1927 - William Daniels, attore statunitense
- 1927 - Joan Feynman, astrofisica statunitense († 2020)
- 1927 - James Forrest, calciatore scozzese († 1992)
- 1927 - Emilio Gabba, storico italiano († 2013)
- 1927 - Vladimir Sergeevič Il'jušin, aviatore e dirigente sportivo sovietico († 2010)
- 1927 - Eduardo Martínez Somalo, cardinale e arcivescovo cattolico spagnolo († 2021)
- 1927 - Tetsuji Murakami, karateka giapponese († 1987)
- 1927 - James Yaffe, scrittore, sceneggiatore e insegnante statunitense († 2017)
- 1928 - Lefty Frizzell, musicista e cantautore statunitense († 1975)
- 1928 - Gordie Howe, hockeista su ghiaccio canadese († 2016)
- 1928 - Robert Leeson, scrittore britannico († 2013)
- 1928 - Morihiro Saitō, artista marziale giapponese († 2002)
- 1929 - Antonio Bisaglia, politico italiano († 1984)
- 1929 - Don Candy, tennista e allenatore di tennis australiano († 2020)
- 1929 - Liz Claiborne, stilista belga († 2007)
- 1929 - Dario Mellone, pittore e disegnatore italiano († 2000)
- 1929 - Alberto Methol Ferré, filosofo e teologo uruguaiano († 2009)
- 1929 - Domenico Rosati, allenatore di calcio e calciatore italiano († 1985)
- 1930 - Julián Herranz Casado, cardinale e arcivescovo cattolico spagnolo
- 1930 - Alfréd Jindra, canoista cecoslovacco († 2006)
- 1930 - Carlo Mangiù, attore e drammaturgo italiano († 2000)
- 1931 - Antonio Caprioli, calciatore italiano († 1990)
- 1931 - Tamara Tyškevič, pesista sovietica († 1997)
- 1931 - Antonio Vitullo, arbitro di calcio italiano († 2023)
- 1932 - Silvio Cesare Bonicelli, vescovo cattolico italiano († 2009)
- 1932 - Tullio De Mauro, linguista, lessicografo e saggista italiano († 2017)
- 1932 - John Jakes, scrittore statunitense († 2023)
- 1932 - Douglas Lima, ex pallanuotista brasiliano
- 1932 - Nagisa Ōshima, regista e sceneggiatore giapponese († 2013)
- 1932 - Giancarlo Pistorello, ex calciatore italiano
- 1932 - Humberto Selvetti, sollevatore argentino († 1992)
- 1932 - Antonio Valero Yubero, allenatore di calcio e calciatore spagnolo († 2018)
- 1933 - John Charles Butcher, matematico neozelandese
- 1933 - Anita Carter, cantante statunitense († 1999)
- 1933 - Fred Else, calciatore inglese († 2015)
- 1933 - Naro Barbato, fumettista italiano
- 1933 - Nichita Stănescu, poeta e saggista rumeno († 1983)
- 1933 - Boris Tatušin, calciatore e allenatore di calcio sovietico († 1998)
- 1934 - Franco Abbina, attore italiano
- 1934 - Mark Binstein, cestista, allenatore di pallacanestro e dirigente sportivo statunitense († 2007)
- 1934 - Lester Carney, ex velocista statunitense
- 1934 - Sylviane Carpentier, modella francese († 2017)
- 1934 - Richard Chamberlain, attore e cantante statunitense († 2025)
- 1934 - Wolfgang Döring, architetto tedesco († 2020)
- 1934 - Shirley Jones, cantante e attrice statunitense
- 1934 - Willie Morrison, calciatore scozzese († 2001)
- 1934 - Grigorij Grigorjevič Neljubov, cosmonauta sovietico († 1966)
- 1934 - Carlo Rubbia, fisico italiano
- 1934 - Britt Strandberg, ex fondista svedese
- 1935 - Herb Alpert, trombettista, cantante e compositore statunitense
- 1935 - Rolf Becker, attore e doppiatore tedesco
- 1935 - Antonio Giorgi, fantino italiano
- 1935 - Bent Krog, calciatore danese († 2004)
- 1935 - Rosalba Molineri, politica italiana
- 1935 - Judith Rossner, scrittrice statunitense († 2005)
- 1936 - Peter Boom, attivista, cantante e attore olandese († 2011)
- 1936 - Sandayū Dokumamushi, attore giapponese
- 1936 - Vladimír Koiš, calciatore cecoslovacco († 2017)
- 1936 - Marge Piercy, scrittrice e attivista statunitense
- 1936 - Carlo Alberto Volpi, ex calciatore italiano
- 1937 - Claude Allègre, fisico, geologo e politico francese († 2025)
- 1937 - Vincenzo Cambi, medico italiano († 2020)
- 1937 - Robert DiBernardo, mafioso statunitense († 1986)
- 1937 - Willem Duyn, cantante olandese († 2004)
- 1937 - Sid Ahmed Ghozali, politico algerino († 2025)
- 1937 - Jean Kluger, compositore, editore musicale e produttore discografico belga
- 1937 - Herbert Ninaus, calciatore austriaco († 2015)
- 1937 - Giuseppe Sartore, ciclista su strada italiano († 1995)
- 1938 - Ahmet Ayık, ex lottatore turco
- 1938 - Sheila Dikshit, politica indiana († 2019)
- 1938 - Bill Hicke, hockeista su ghiaccio canadese († 2005)
- 1938 - Jimmy Johnson, giocatore di football americano statunitense († 2024)
- 1938 - Dennis Klatt, ingegnere statunitense († 1988)
- 1938 - Tõnno Lepmets, cestista sovietico († 2005)
- 1938 - Carolyn Miller, cestista e allenatrice di pallacanestro statunitense († 2008)
- 1938 - Silvano Montevecchi, vescovo cattolico italiano († 2013)
- 1938 - Michiko Nomura, doppiatrice giapponese
- 1938 - Arthur B. Rubinstein, compositore e direttore d'orchestra statunitense († 2018)
- 1938 - David Steel, politico britannico
- 1939 - Luca Boneschi, avvocato e politico italiano († 2016)
- 1939 - Giancarlo Comastri, politico e medico italiano († 2019)
- 1939 - Zviad Gamsakhurdia, filologo, critico letterario e politico georgiano († 1993)
- 1939 - Israel Horovitz, drammaturgo e sceneggiatore statunitense († 2020)
- 1939 - Mario Maffucci, giornalista e autore televisivo italiano
- 1939 - Volker Schlöndorff, regista, sceneggiatore e produttore cinematografico tedesco
- 1939 - Karl-Heinz Schnellinger, calciatore tedesco († 2024)
- 1939 - Chris Smith, ex cestista statunitense
- 1939 - Bernardo Vargas, ex calciatore argentino
- 1940 - Karl-Heinz Danielowski, ex canottiere tedesco
- 1940 - Pier Giorgio Debernardi, vescovo cattolico italiano
- 1940 - Barney Frank, politico statunitense
- 1940 - Yuriko Handa, pallavolista giapponese
- 1940 - Patrick Leahy, ex politico statunitense
- 1940 - Lisa Mitchell, attrice statunitense
- 1940 - Anna Razzi, ex ballerina e direttrice artistica italiana
- 1940 - Massimo Riva, giornalista e politico italiano
- 1940 - Cesare Rizzi, politico italiano († 2019)
- 1940 - Jim Storrie, calciatore e allenatore di calcio scozzese († 2014)
- 1940 - Federico Venturi, paleontologo italiano († 2020)
- 1941 - Giorgio Bissoli, calciatore italiano († 2007)
- 1941 - Ralf D. Bode, direttore della fotografia tedesco († 2001)
- 1941 - Bonvi, fumettista italiano († 1995)
- 1941 - Valerie Curtin, attrice e sceneggiatrice statunitense
- 1941 - Faith Leech, nuotatrice australiana († 2013)
- 1941 - Claudio Procesi, matematico italiano
- 1942 - Dan Graham, artista e scrittore statunitense († 2022)
- 1942 - Ivan Vasilev Ivanov, calciatore bulgaro († 2006)
- 1942 - David Lee, ex cestista statunitense
- 1942 - Albano Negro, ciclista su strada italiano († 1988)
- 1942 - Yoshitake Suzuki, sceneggiatore giapponese
- 1942 - Giulio Verocai, ex hockeista su ghiaccio italiano
- 1942 - Michael Savage, conduttore radiofonico, scrittore e attivista statunitense
- 1942 - Jürgen Werner, calciatore tedesco orientale († 2014)
- 1943 - Roy Andersson, regista svedese
- 1943 - Salvatore Billa, attore italiano († 2006)
- 1943 - Franco Borgia, politico italiano
- 1943 - Franco Braga, docente e politico italiano
- 1943 - Mario Carlini, costumista e scenografo italiano († 2022)
- 1943 - Deirdre Clancy, costumista e scenografa britannica
- 1943 - Jim Hudson, giocatore di football americano statunitense († 2013)
- 1943 - Mariella Mazzetto, politica italiana
- 1943 - Massimo Scolari, architetto, pittore e designer italiano
- 1943 - Christopher Walken, attore statunitense
- 1944 - Ninì Grassia, regista e sceneggiatore italiano († 2010)
- 1944 - Angus King, politico e conduttore televisivo statunitense
- 1944 - Tomohiro Nishikado, autore di videogiochi giapponese
- 1944 - Pascal Danel, cantante e compositore francese († 2024)
- 1944 - Mick Ralphs, chitarrista e compositore britannico († 2025)
- 1944 - John Bassett Trumper, linguista britannico
- 1945 - Alfred Bachmann, ex canottiere svizzero
- 1945 - Edwin Catmull, informatico, dirigente d'azienda e imprenditore statunitense
- 1945 - Alcindo Martha de Freitas, calciatore brasiliano († 2016)
- 1945 - Gabe Kaplan, comico, attore e giocatore di poker statunitense
- 1945 - Meira Kumar, politica indiana
- 1945 - Vittorio Mosa, calciatore italiano († 2009)
- 1945 - Lara Saint Paul, cantante italiana († 2018)
- 1946 - Giuliano Bertarelli, ex calciatore italiano
- 1946 - Giorgio Chessari, politico italiano
- 1946 - Enrico Hüllweck, politico italiano
- 1946 - Víctor Hugo Jara, ex calciatore argentino
- 1946 - Ľubomír Kotleba, ex arbitro di pallacanestro e dirigente sportivo slovacco
- 1946 - John Leypoldt, giocatore di football americano statunitense († 1987)
- 1946 - Franco Maltomini, filologo classico, grecista e papirologo italiano
- 1946 - Eric Martin, ex calciatore scozzese
- 1946 - Saskia Noorman-den Uyl, politica olandese
- 1946 - Yves Pignot, attore, insegnante e regista teatrale francese
- 1946 - Fiorello Provera, politico italiano
- 1946 - Osvaldo Scrivani, politico italiano
- 1946 - Antoine Spire, giornalista francese
- 1946 - Klaus Wolfermann, giavellottista tedesco († 2024)
- 1947 - Oliviero Dinelli, attore e doppiatore italiano
- 1947 - Jorge Dominichi, calciatore argentino († 1998)
- 1947 - César Gaviria, politico e economista colombiano
- 1947 - Alberto Giacomin, ex calciatore italiano
- 1947 - Eliyahu M. Goldratt, fisico israeliano († 2011)
- 1947 - George Masin, ex schermidore statunitense
- 1947 - Domenico Mogavero, vescovo cattolico italiano
- 1947 - Wendy Overton, ex tennista statunitense
- 1947 - Luigi Padovese, vescovo cattolico italiano († 2010)
- 1947 - Guido Sagliocca, attore e doppiatore italiano
- 1948 - Orest Banach, ex calciatore statunitense
- 1948 - Paolo Berrettini, allenatore di calcio e ex calciatore italiano
- 1948 - Renzo Bulgarello, canottiere italiano († 2020)
- 1948 - Mimmo Cuticchio, attore e regista teatrale italiano
- 1948 - Gary Doer, diplomatico e politico canadese
- 1948 - Winston Earle, allenatore di calcio e ex calciatore giamaicano
- 1948 - Adrian Enescu, compositore e direttore d'orchestra rumeno († 2016)
- 1948 - Roberto Ferretti, antropologo e pubblicista italiano († 1984)
- 1948 - Al Gore, politico e ambientalista statunitense
- 1948 - Vreni Inäbnit, ex sciatrice alpina svizzera
- 1948 - Edward Lachman, direttore della fotografia e regista statunitense
- 1948 - Rhea Perlman, attrice e produttrice cinematografica statunitense
- 1948 - Enrique Vila-Matas, scrittore e saggista spagnolo
- 1948 - Thijs van Leer, musicista, cantante e compositore olandese
- 1949 - Bernardo Cos, ex calciatore argentino
- 1949 - Greg Ganske, politico statunitense
- 1949 - Charles Johnson, cestista statunitense († 2007)
- 1949 - Hans Lutz, ex pistard tedesco
- 1949 - Cristina Noci, attrice e doppiatrice italiana († 2025)
- 1950 - András Adorján, scacchista ungherese († 2023)
- 1950 - Gianluca Favilla, attore italiano († 1991)
- 1950 - Fellag, attore, umorista e commediografo algerino
- 1950 - Roselda Joux, ex sciatrice alpina italiana
- 1950 - Yoshifumi Kondō, regista e animatore giapponese († 1998)
- 1950 - Arthur D. Levinson, manager statunitense
- 1950 - Ed Marinaro, ex giocatore di football americano e attore statunitense
- 1950 - Francesco Quintavalla, politico e medico italiano
- 1950 - Ecaterina Vig, ex cestista rumena
- 1951 - Des Bulpin, allenatore di calcio scozzese
- 1951 - Emilio Castelletti, mafioso italiano
- 1951 - Simon Dickie, canottiere neozelandese († 2017)
- 1951 - Stefan Hertmans, scrittore belga
- 1951 - Kim Min-ki, cantautore, compositore e drammaturgo sudcoreano († 2024)
- 1951 - Andrea Losco, politico italiano
- 1951 - Steven Rales, imprenditore statunitense
- 1951 - Karl-Hans Riehm, ex martellista tedesco
- 1951 - Lenna Sjööblom, ex modella svedese
- 1951 - Nikki Franke, ex schermitrice statunitense
- 1952 - Mark DeSaulnier, politico statunitense
- 1952 - Dennis DuVal, ex cestista statunitense
- 1952 - Nelly Miricioiu, soprano rumeno
- 1952 - Dermot Morgan, comico e attore irlandese († 1998)
- 1952 - Claudio Piccinetti, ex calciatore italiano
- 1952 - Marc Raubenheimer, pianista sudafricano († 1983)
- 1952 - Paul-Heinz Wellmann, ex mezzofondista tedesco
- 1952 - Vanessa del Rio, ex attrice pornografica statunitense
- 1953 - Dave Bickler, cantautore e musicista statunitense
- 1953 - Jean-François Caujolle, ex tennista francese
- 1953 - Armond Hill, ex cestista e allenatore di pallacanestro statunitense
- 1953 - Sean Hopper, tastierista e compositore statunitense
- 1953 - Fabrizio Larini, dirigente sportivo e ex calciatore italiano
- 1953 - Rita Silva, attrice italiana
- 1954 - Andrej Nikolaevič Mironov, giornalista russo († 2014)
- 1954 - Kristine Ockiek, ex cestista belga
- 1954 - Blanka Paulů, ex fondista cecoslovacca
- 1954 - Nicola Pistoia, attore e regista italiano
- 1954 - Zenon de Souza Farias, ex calciatore brasiliano
- 1954 - Laima Vaikule, cantante lettone
- 1955 - Vicente Boluda, imprenditore, avvocato e armatore spagnolo
- 1955 - Filip Dimitrov, politico bulgaro
- 1955 - Anna Finocchiaro, politica e magistrata italiana
- 1955 - Jacopo Fo, scrittore, attore e regista italiano
- 1955 - Gemini Twins, criminale statunitense
- 1955 - Ǵoko Hadžievski, allenatore di calcio macedone
- 1955 - Stephen Lynch, politico statunitense
- 1955 - Svetozar Marović, politico montenegrino
- 1955 - Lele Mora, personaggio televisivo italiano
- 1955 - Mike Niles, ex cestista statunitense
- 1955 - Muriel Pénicaud, politica e funzionaria francese
- 1955 - Marcello Sorgi, giornalista e saggista italiano
- 1955 - Angela Steinbach, ex nuotatrice tedesca occidentale
- 1955 - Akemi Takada, illustratrice e character designer giapponese
- 1955 - Angus Young, chitarrista e compositore britannico
- 1956 - József Andrusch, ex calciatore ungherese
- 1956 - Kevin Cogan, ex pilota automobilistico statunitense
- 1956 - Pierre Debergé, presbitero francese
- 1956 - Luca Doninelli, scrittore, giornalista e drammaturgo italiano
- 1956 - Roberta Greganti, doppiatrice e direttrice del doppiaggio italiana
- 1956 - Ingra Manecke, ex discobola tedesca
- 1956 - John Morgan, avvocato, giurista e politico statunitense
- 1956 - Lajos Májer, calciatore ungherese († 1998)
- 1956 - Bruce Sinofsky, regista, produttore cinematografico e montatore statunitense († 2015)
- 1956 - Tibor Végh, ex calciatore ungherese
- 1957 - Fiorenzo Aliverti, ex ciclista su strada italiano
- 1957 - Franco Coppola, arcivescovo cattolico italiano
- 1957 - Patrick Forrester, astronauta statunitense
- 1957 - Laura Gorgerino, ex nuotatrice italiana
- 1957 - Terry Klassen, doppiatore e direttore del doppiaggio canadese
- 1957 - Kazuko Kōri, politica giapponese
- 1957 - Graziano Mazzoni, ex calciatore italiano
- 1957 - Marc McClure, attore statunitense
- 1957 - Peter Polycarpou, attore e cantante britannico
- 1957 - Giovanni Sartori, dirigente sportivo, allenatore di calcio e ex calciatore italiano
- 1957 - Giacomo Violini, allenatore di calcio e ex calciatore italiano
- 1958 - Alfonso Pedatzur Arbib, rabbino italiano
- 1958 - Dietmar Bartsch, politico tedesco
- 1958 - Bruce Clark, ex giocatore di football americano statunitense
- 1958 - Tony Cox, attore statunitense
- 1958 - Sylvester Groth, attore tedesco
- 1958 - Kuupik Kleist, politico groenlandese
- 1958 - Luis Larrosa, cestista uruguaiano († 2023)
- 1958 - Junior Miller, ex giocatore di football americano statunitense
- 1958 - Quino Salvo, cestista e allenatore di pallacanestro spagnolo († 2016)
- 1958 - Maurizio De Giovanni, scrittore, sceneggiatore e drammaturgo italiano
- 1959 - Thierry Claveyrolat, ciclista su strada e pistard francese († 1999)
- 1959 - Antonio Ingroia, ex magistrato, politico e avvocato italiano
- 1959 - Giuseppe Novellino, ex calciatore e allenatore di calcio italiano
- 1960 - Arturo Albrito, giocatore di biliardo italiano
- 1960 - Mauro Cinquini, allenatore di hockey su pista e ex hockeista su pista italiano
- 1960 - Popa Chubby, chitarrista e cantante statunitense
- 1960 - Ian McDonald, scrittore britannico
- 1960 - Michelle Nicastro, attrice, cantante e doppiatrice statunitense († 2010)
- 1960 - Renate Riebandt-Kaspar, ex schermitrice tedesca
- 1960 - Mark Tuinei, giocatore di football americano statunitense († 1999)
- 1960 - Vince White, chitarrista inglese
- 1961 - Germano Craighero, carabiniere italiano († 1991)
- 1961 - Manfred Deckert, dirigente sportivo e ex saltatore con gli sci tedesco
- 1961 - Žarko Đurišić, ex cestista sloveno
- 1961 - Howard Gordon, sceneggiatore e produttore televisivo statunitense
- 1961 - Jake Heggie, compositore e pianista statunitense
- 1961 - Michele Marini, politico italiano
- 1961 - Jesus Crispin Remulla, politico filippino
- 1961 - Jun Togawa, cantautrice e attrice giapponese
- 1961 - Gary Winick, regista e produttore cinematografico statunitense († 2011)
- 1962 - Antonio Martusciello, dirigente d'azienda e politico italiano
- 1962 - Olli Rehn, politico finlandese
- 1962 - John Taylor, ex giocatore di football americano statunitense
- 1962 - Michal Viewegh, scrittore ceco
- 1962 - Jeff Young, chitarrista statunitense
- 1963 - Victor Arduini, chitarrista statunitense
- 1963 - Paolo Bernardini, storico italiano
- 1963 - Leonardo Bonetti, poeta, scrittore e musicista italiano
- 1963 - Tony Cardenas, politico statunitense
- 1963 - Hugo Dietsche, ex lottatore svizzero
- 1963 - Walter Durbano, ex maratoneta e mezzofondista italiano
- 1963 - Maria Aida Episcopo, politica italiana
- 1963 - Francesco Gualerzi, musicista e compositore italiano
- 1963 - Kim Eun-suk, ex cestista sudcoreana
- 1963 - Paul Mercurio, attore, ballerino e conduttore televisivo australiano
- 1963 - Mauro Pane, pilota automobilistico e stuntman italiano († 2014)
- 1963 - Stephen Tataw, calciatore camerunese († 2020)
- 1963 - Andelina Terzieva, ex cestista bulgara
- 1963 - Michel Vermote, ex ciclista su strada belga
- 1964 - Elena Alberti, ex sciatrice alpina italiana
- 1964 - Roland Barbay, ex giocatore di football americano statunitense
- 1964 - Isabella Ferrari, attrice italiana
- 1964 - Nikolaj Iliev, ex calciatore bulgaro
- 1964 - Kelly Jones, ex tennista statunitense
- 1964 - Rod Jones, ex giocatore di football americano statunitense
- 1964 - Monique Knol, ex ciclista su strada olandese
- 1964 - Leonardo López Luján, archeologo messicano
- 1964 - Luca Pellegrini, ex nuotatore italiano
- 1964 - Laurent Pillon, ex ciclista su strada francese
- 1964 - Roberta Serradimigni, cestista italiana († 1996)
- 1964 - Oleksandr Turčynov, politico ucraino
- 1964 - Erik Turner, chitarrista statunitense
- 1964 - Jürgen Wegmann, ex calciatore tedesco
- 1964 - Dave Wyman, ex giocatore di football americano statunitense
- 1965 - Tom Barrasso, allenatore di hockey su ghiaccio e ex hockeista su ghiaccio statunitense
- 1965 - Fabrizio Brancoli, giornalista italiano
- 1965 - Patty Fendick, ex tennista statunitense
- 1965 - Kevin Greutert, regista e montatore statunitense
- 1965 - Jacqueline Kim, attrice statunitense
- 1965 - Jean-Christophe Lafaille, alpinista francese († 2006)
- 1965 - William McNamara, attore, attivista e regista statunitense
- 1965 - Marco Savorani, allenatore di calcio e ex calciatore italiano
- 1965 - Steven T. Seagle, fumettista, sceneggiatore e produttore televisivo statunitense
- 1965 - Rade Tošić, ex calciatore jugoslavo
- 1965 - Juan Carlos Zubzuck, ex calciatore peruviano
- 1966 - Severino Bernardini, ex maratoneta, mezzofondista e fondista di corsa in montagna italiano
- 1966 - Sylvie Bertin, modella francese
- 1966 - Roger Black, ex velocista britannico
- 1966 - Tomasz Cebula, ex calciatore polacco
- 1966 - Arnaud e Jean-Marie Larrieu, regista e sceneggiatore francese
- 1966 - Joakim Nilsson, ex calciatore svedese
- 1966 - Sergio Robbiano, designer italiano († 2014)
- 1966 - Iryna Taranenko-Terelja, ex fondista ucraina
- 1966 - Edith Thys, ex sciatrice alpina statunitense
- 1966 - Tommy Werner, ex nuotatore svedese
- 1967 - Marina Abros'kina, cestista sovietica († 2011)
- 1967 - Giuseppe Bicchielli, politico italiano
- 1967 - Eros Francescangeli, storico italiano
- 1967 - Matthias Goerne, baritono tedesco
- 1967 - Damir Lesjak, ex calciatore croato
- 1967 - Ľubomír Luhový, allenatore di calcio e ex calciatore slovacco
- 1967 - Agustín Moreno, allenatore di tennis e ex tennista messicano
- 1967 - Marco Tremolaterra, ex hockeista su ghiaccio italiano
- 1968 - Mboli Alele, ex cestista della Repubblica Democratica del Congo
- 1968 - Cheikh Sidy Ba, ex calciatore senegalese
- 1968 - José Carvajal, ex giocatore di calcio a 5 costaricano
- 1968 - Tolunay Kafkas, allenatore di calcio, dirigente sportivo e ex calciatore turco
- 1968 - Kimmo Kinnunen, ex giavellottista finlandese
- 1968 - Mauro Lucchiari, pilota motociclistico italiano
- 1968 - Gloria Marconi, mezzofondista e maratoneta italiana
- 1968 - Naoya Ogawa, pugile giapponese
- 1968 - J.R. Reid, ex cestista e allenatore di pallacanestro statunitense
- 1968 - César Sampaio, allenatore di calcio, dirigente sportivo e ex calciatore brasiliano
- 1968 - Maestro, rapper e attore canadese
- 1968 - Yang Lan, conduttrice televisiva, giornalista e imprenditrice cinese
- 1969 - Eleuterio Anguita, ex ciclista su strada spagnolo
- 1969 - Jerry Finn, produttore discografico statunitense († 2008)
- 1969 - Joy Holmes, ex cestista statunitense
- 1969 - Francesco Moriero, allenatore di calcio e ex calciatore italiano
- 1969 - Francesco Perilli, giornalista e conduttore radiofonico italiano
- 1969 - Nyamko Sabuni, politica svedese
- 1969 - Steve Smith, ex cestista statunitense
- 1970 - Antonello Aliberti, ex canottiere italiano
- 1970 - Alenka Bratušek, politica slovena
- 1970 - Derek Brown, ex giocatore di football americano statunitense
- 1970 - Gennaro Esposito, cuoco e personaggio televisivo italiano
- 1970 - Damon Herriman, attore australiano
- 1970 - Gabriel Markus, allenatore di tennis e ex tennista argentino
- 1970 - Massimo Zanichelli, saggista e regista italiano
- 1971 - Corey Allen, ex cestista statunitense
- 1971 - Dīmītrīs Assiōtīs, ex calciatore cipriota
- 1971 - Martin Atkinson, arbitro di calcio inglese
- 1971 - Pavel Bure, ex hockeista su ghiaccio sovietico
- 1971 - Fabrizio Bozzetti, sceneggiatore e scrittore italiano
- 1971 - Klaus Härö, regista finlandese
- 1971 - Ruben Impens, direttore della fotografia belga
- 1971 - Craig McCracken, animatore, sceneggiatore e produttore televisivo statunitense
- 1971 - Ewan McGregor, attore britannico
- 1971 - Xaliq Mərdanov, ex calciatore azero
- 1971 - Ubaldo Pantani, imitatore, comico e attore italiano
- 1971 - Matteo Trefoloni, ex arbitro di calcio italiano
- 1971 - Edgar Valencia, ex calciatore guatemalteco
- 1971 - Essi Wuorela, cantante finlandese
- 1972 - Alejandro Amenábar, regista, sceneggiatore e compositore cileno
- 1972 - Facundo Arana, attore e musicista argentino
- 1972 - Balota Bompindji, ex cestista della Repubblica Democratica del Congo
- 1972 - Karla Sofía Gascón, attrice spagnola
- 1972 - Luca Gentili, allenatore di calcio e ex calciatore italiano
- 1972 - Jeffrey Gibson, pittore e scultore statunitense
- 1972 - Dejan Koturović, ex cestista jugoslavo
- 1972 - Peggy Zlotkowski, modella francese
- 1973 - Giordano De Plano, attore italiano
- 1973 - Gabriel Esparza, ex taekwondoka spagnolo
- 1973 - Simona Fruzzetti, scrittrice e blogger italiana
- 1973 - Claudio Paris, ex calciatore argentino
- 1973 - Luca Peyron, presbitero e saggista italiano
- 1973 - Paolo Prato, ex cestista italiano
- 1973 - Sun Jianjun, allenatore di calcio e ex calciatore cinese
- 1973 - David Vanterpool, allenatore di pallacanestro, dirigente sportivo e ex cestista statunitense
- 1973 - Linda Ydeskog, ex sciatrice alpina svedese
- 1974 - Otis Hill, ex cestista statunitense
- 1974 - Adrian Holmes, attore britannico
- 1974 - Redi Jupi, allenatore di calcio e ex calciatore albanese
- 1974 - Natali, cantante russa
- 1974 - Charīs Nikolaou, ex calciatore cipriota
- 1974 - Stefan Olsdal, bassista, chitarrista e tastierista svedese
- 1974 - Santiago Phelan, ex rugbista a 15 e allenatore di rugby a 15 argentino
- 1974 - Tim Raue, cuoco tedesco
- 1974 - Jani Sievinen, ex nuotatore finlandese
- 1974 - Victoria Smurfit, attrice irlandese
- 1974 - Marco Vicini, pallavolista italiano
- 1975 - Mickaël Borot, taekwondoka francese
- 1975 - Makīs Dreliōzīs, ex cestista greco
- 1975 - Tiziano Gaia, regista, scrittore e produttore cinematografico italiano
- 1975 - Toni Gardemeister, pilota di rally finlandese
- 1975 - Stella Gasparri, doppiatrice e attrice italiana
- 1975 - Adam Green, regista, sceneggiatore e attore statunitense
- 1975 - Nathan Grey, ex rugbista a 15 e allenatore di rugby a 15 australiano
- 1975 - Naughty Mokoena, ex calciatore sudafricano
- 1975 - Bob Myers, dirigente sportivo e ex cestista statunitense
- 1975 - Ilenia Nicoli, allenatrice di calcio e ex calciatrice italiana
- 1975 - Gianluca Nuzzo, pallavolista italiano
- 1975 - Giovanna Rei, attrice italiana
- 1975 - Natallja Salahub, ex velocista bielorussa
- 1975 - Serhij Snytko, ex calciatore ucraino
- 1975 - Titus Steel, attore pornografico rumeno
- 1975 - Mirtha Vásquez, politica, avvocata e docente peruviana
- 1975 - Alexander Waske, ex tennista tedesco
- 1975 - Bettina Zimmermann, modella, attrice e doppiatrice tedesca
- 1976 - Anthony B, cantante giamaicano
- 1976 - Mélanie Coste, ex attrice pornografica francese
- 1976 - Joaquín De Luz, ballerino e coreografo spagnolo
- 1976 - Howard Frier, ex cestista statunitense
- 1976 - Dave Gilbert, autore di videogiochi statunitense
- 1976 - Roberto González Valdés, pilota automobilistico messicano
- 1976 - Lil' Keke, rapper statunitense
- 1976 - Khaled Nouri, politico tunisino
- 1976 - Graeme Smith, ex nuotatore scozzese
- 1976 - Hanna Sorokina, tuffatrice ucraina
- 1976 - Igors Sļesarčuks, allenatore di calcio e ex calciatore lettone
- 1976 - Fraser Waters, ex rugbista a 15 sudafricano
- 1977 - Cal Bowdler, ex cestista statunitense
- 1977 - Gianguido D'Alberto, politico italiano
- 1977 - Allison Danger, wrestler canadese
- 1977 - Ukari Figgs, ex cestista e allenatrice di pallacanestro statunitense
- 1977 - Zoltán Gyimesi, scacchista ungherese
- 1977 - Thomas Labourot, fumettista francese
- 1977 - Ulf Nyberg, bassista, cantante e attore svedese
- 1977 - Erica Tazel, attrice statunitense
- 1978 - Lucienne Berthieu, ex cestista camerunese
- 1978 - Jean-Marc Casé, ex calciatore francese
- 1978 - Stephen Clemence, allenatore di calcio e ex calciatore inglese
- 1978 - Harley Cross, attore statunitense
- 1978 - Alexander Douglas-Hamilton, XVI duca di Hamilton, nobile scozzese
- 1978 - Corrado Fortuna, attore, regista e conduttore televisivo italiano
- 1978 - Daniel Mays, attore britannico
- 1978 - Rio Peng, cantante, attore e manager taiwanese
- 1978 - Jérôme Rothen, opinionista e ex calciatore francese
- 1978 - Vivian Schmitt, ex attrice pornografica tedesca
- 1978 - Marco Vivio, doppiatore, attore e conduttore televisivo italiano
- 1978 - Tony Yayo, rapper statunitense
- 1978 - Fernando Ávalos, ex calciatore argentino
- 1979 - Omri Afek, ex calciatore israeliano
- 1979 - Michael Cyril Creighton, attore statunitense
- 1979 - Alexis Ferrero, allenatore di calcio e ex calciatore argentino
- 1979 - Prabal Gurung, stilista nepalese
- 1979 - Danny Invincibile, allenatore di calcio e ex calciatore australiano
- 1979 - Maurizio Lastrico, attore, comico e cabarettista italiano
- 1979 - Jonna Mendes, ex sciatrice alpina statunitense
- 1979 - Francesco Menichini, ballerino italiano
- 1979 - Elena Raffaelli, politica italiana
- 1979 - Eleonora Sergio, attrice italiana
- 1979 - František Ševinský, ex calciatore ceco
- 1979 - Andrej Štimac, ex cestista e allenatore di pallacanestro croato
- 1979 - Tanya Tate, attrice pornografica e regista britannica
- 1980 - Martin Albrechtsen, calciatore danese
- 1980 - Anna Barthold, ex cestista svedese
- 1980 - Matias Concha, ex calciatore svedese
- 1980 - Ana Copado, pallanuotista spagnola
- 1980 - Riccardo Corallo, allenatore di calcio e ex calciatore italiano
- 1980 - José Henrique Souto Esteves, ex calciatore portoghese
- 1980 - Malik Joyeux, surfista francese († 2005)
- 1980 - Vital' Koval', hockeista su ghiaccio bielorusso
- 1980 - Edgars Masaļskis, ex hockeista su ghiaccio lettone
- 1980 - Kate Micucci, attrice e comica statunitense
- 1980 - Bernadett Németh, ex cestista ungherese
- 1980 - Adam Rapa, trombettista, compositore e arrangiatore statunitense
- 1980 - Michael Ryder, hockeista su ghiaccio canadese
- 1980 - Maaya Sakamoto, attrice, doppiatrice e cantante giapponese
- 1980 - Pa Dembo Touray, ex calciatore gambiano
- 1981 - Ryan Bingham, cantautore e attore statunitense
- 1981 - Thomas Chatelle, ex calciatore belga
- 1981 - Łukasz Chyła, ex velocista polacco
- 1981 - Marloes Coenen, artista marziale misto olandese
- 1981 - Lourdes Domínguez Lino, ex tennista spagnola
- 1981 - Adam Forsyth, pugile australiano
- 1981 - Han Tae-you, ex calciatore sudcoreano
- 1981 - Nikola Karčev, ex calciatore macedone
- 1981 - Ivan Lee, schermidore statunitense
- 1981 - José Luis López, calciatore costaricano
- 1981 - Reggie Moore, cestista statunitense († 2023)
- 1981 - Manuel Vázquez, ex ciclista su strada spagnolo
- 1981 - Maarten van der Weijden, ex nuotatore olandese
- 1982 - Tal Ben Haim, ex calciatore israeliano
- 1982 - Aloïs Dansou, ex nuotatore beninese
- 1982 - Jociel Ferreira da Silva, calciatore brasiliano
- 1982 - Ayaka Hamasaki, artista marziale mista giapponese
- 1982 - Brian Tyree Henry, attore statunitense
- 1982 - Ruud Kras, ex calciatore olandese
- 1982 - Serhij Liščuk, ex cestista ucraino
- 1982 - David Poisson, sciatore alpino francese († 2017)
- 1982 - Judith Shekoni, attrice britannica
- 1982 - Chloé Zhao, regista, sceneggiatrice e produttrice cinematografica cinese
- 1983 - 40, produttore discografico e attore canadese
- 1983 - Kamel Al-Mor, calciatore saudita
- 1983 - Hashim Amla, crickettista sudafricano
- 1983 - Ashleigh Ball, doppiatrice e musicista canadese
- 1983 - Sophie Hunger, cantautrice svizzera
- 1983 - Thierry Issiémou, calciatore gabonese
- 1983 - Silver Leppik, ex cestista estone
- 1983 - Vlasios Maras, ginnasta greco
- 1983 - Francesco Michelotti, politico italiano
- 1983 - Magno Novaes, ex calciatore brasiliano
- 1983 - Melissa Ordway, attrice e modella statunitense
- 1983 - Karen Persyn, ex sciatrice alpina belga
- 1983 - Sophie Rogall, attrice, doppiatrice e conduttrice radiofonica tedesca
- 1983 - Christian Scott, trombettista, compositore e produttore discografico statunitense
- 1983 - Karel Zelenka, ex pattinatore artistico su ghiaccio italiano
- 1984 - Jack Antonoff, cantautore e produttore discografico statunitense
- 1984 - Antonio Calderón Vallejo, ex calciatore spagnolo
- 1984 - David Clarkson, hockeista su ghiaccio canadese
- 1984 - Martins Dukurs, skeletonista lettone
- 1984 - Justin Gray, ex cestista statunitense
- 1984 - Osama Hawsawi, ex calciatore saudita
- 1984 - Edward Abraham Johnson, ex calciatore statunitense
- 1984 - James Jones, giocatore di football americano statunitense
- 1984 - Neha Kapur, modella indiana
- 1984 - Damir Mikec, tiratore a segno serbo
- 1984 - Mame Niang, ex calciatore senegalese
- 1984 - Fredrik Nordh, ex sciatore alpino svedese
- 1984 - Zdenka Predná, cantante slovacca
- 1984 - Alberto Junior Rodríguez, ex calciatore peruviano
- 1984 - Yanin Vismitananda, attrice thailandese
- 1984 - Ṙobert Zebelyan, ex calciatore armeno
- 1985 - Steve Bernier, hockeista su ghiaccio canadese
- 1985 - Jason Cain, ex cestista statunitense
- 1985 - Bryant Chang, attore taiwanese
- 1985 - Dafne Fernández, attrice e ballerina spagnola
- 1985 - Francesco Gigliofiorito, giocatore di calcio a 5 italiano
- 1985 - Jesper Hansen, calciatore danese
- 1985 - Ben Lamb, giocatore di poker statunitense
- 1985 - Jay Rock, rapper statunitense
- 1985 - Jami Montagnino, ex cestista statunitense
- 1985 - Nathan Peavy, ex cestista e allenatore di pallacanestro statunitense
- 1985 - Kory Sheets, ex giocatore di football americano statunitense
- 1985 - Annica Sjölund, allenatrice di calcio e ex calciatrice finlandese
- 1985 - Jessica Szohr, attrice e ex modella statunitense
- 1985 - Héctor Sánchez, ex calciatore spagnolo
- 1986 - Andreas Dober, ex calciatore austriaco
- 1986 - Egoitz García, ex ciclista su strada spagnolo
- 1986 - Paulo Machado, ex calciatore portoghese
- 1986 - Miloš Nikić, pallavolista serbo
- 1986 - Diego Pellegrino, ex calciatore argentino
- 1986 - Stevan Reljić, ex calciatore montenegrino
- 1986 - Benjamin Swain, tuffatore britannico
- 1987 - Nordin Amrabat, calciatore marocchino
- 1987 - Hugo Ayala, ex calciatore messicano
- 1987 - Amaury Bischoff, calciatore francese
- 1987 - Justin Braun, ex calciatore statunitense
- 1987 - Carl Dickinson, allenatore di calcio e ex calciatore inglese
- 1987 - Odaïr Fortes, ex calciatore capoverdiano
- 1987 - Happy Hall, calciatore bahamense
- 1987 - Humpy Koneru, scacchista indiana
- 1987 - Vojislava Lukić, ex tennista, conduttrice televisiva e modella serba
- 1987 - Božidar Mitrev, ex calciatore bulgaro
- 1987 - Ivan Origone, sciatore di velocità italiano
- 1987 - Eros Pisano, calciatore italiano
- 1987 - Oleksandr Polivoda, ciclista su strada e pistard ucraino
- 1987 - Aridane Santana, calciatore spagnolo
- 1987 - Jordan Valeriote, produttore discografico e chitarrista canadese
- 1987 - Lesja Vasylenko, avvocato e politica ucraina
- 1987 - Wang Yue, scacchista cinese
- 1988 - Nicolás Aguirre, cestista argentino
- 1988 - Nuno Borges, calciatore portoghese
- 1988 - Ante Brkić, scacchista croato
- 1988 - Hogan Ephraim, ex calciatore inglese
- 1988 - Antonio Fent, giavellottista italiano
- 1988 - Forrest Galante, avventuriero, conduttore televisivo e ambientalista statunitense
- 1988 - Karl Klug, giocatore di football americano statunitense
- 1988 - DeAndre Liggins, cestista statunitense
- 1988 - Edit Miklós, ex sciatrice alpina rumena
- 1988 - Jonathan Sabbatini, calciatore uruguaiano
- 1988 - Tom Scobbie, ex calciatore scozzese
- 1988 - Conrad Sewell, cantautore australiano
- 1988 - Ernest Sowah, ex calciatore ghanese
- 1988 - Fabian Stoller, ex calciatore svizzero
- 1988 - Oya Unustası, attrice e modella turca
- 1988 - Keisha White, cantante britannica
- 1989 - Syam Ben Youssef, calciatore francese
- 1989 - Gilles Bettmer, ex calciatore lussemburghese
- 1989 - Martina Crippa, cestista italiana
- 1989 - Nadja Drygalla, canottiera tedesca
- 1989 - Mauro Fernández, calciatore argentino
- 1989 - Karim Franceschi, attivista, scrittore e ex militare italiano
- 1989 - Wilde-Donald Guerrier, calciatore haitiano
- 1989 - Anatolij Herej, schermidore ucraino
- 1989 - Allan Hnautra, calciatore francese
- 1989 - Dmytro Kosyns'kyj, giavellottista ucraino
- 1989 - Chameera Sajith Kumara, calciatore singalese
- 1989 - Liu Zige, ex nuotatrice cinese
- 1989 - Katrin Müller, sciatrice freestyle svizzera
- 1989 - Nilson Ricardo da Silva Júnior, calciatore brasiliano
- 1989 - Hernán Pertúz, calciatore colombiano
- 1989 - Pablo Piatti, ex calciatore argentino
- 1989 - Lorenzo Romano, rugbista a 15 italiano
- 1989 - Alberto Martín Romo García Adámez, calciatore spagnolo
- 1989 - Carlos Santos, ex calciatore portoghese
- 1989 - Giovanni Sio, calciatore francese
- 1989 - Samanta Tīna, cantante lettone
- 1989 - Nejc Vidmar, calciatore sloveno
- 1989 - Wanderson Carvalho de Oliveira, calciatore brasiliano
- 1990 - Jerónimo Amione, ex calciatore messicano
- 1990 - Bang Yong-guk, cantante, compositore e rapper sudcoreano
- 1990 - Kylie Bisutti, modella statunitense
- 1990 - Vojin Ćaćić, pallavolista montenegrino
- 1990 - Stu Douglass, ex cestista statunitense
- 1990 - George Iloka, giocatore di football americano statunitense
- 1990 - Juan Imbert, calciatore argentino
- 1990 - Vasilīs Lampropoulos, calciatore greco
- 1990 - Jemma Lowe, ex nuotatrice britannica
- 1990 - Giorgi Mak'aridze, calciatore georgiano
- 1990 - Lyra McKee, giornalista e attivista nordirlandese († 2019)
- 1990 - Balázs Megyeri, calciatore ungherese
- 1990 - Jesse Niemi, cestista finlandese
- 1990 - María Peláe, cantautrice spagnola
- 1990 - Afonso Reis Cabral, scrittore portoghese
- 1990 - Sandra Roma, tennista svedese
- 1990 - Zīsīs Sarikopoulos, cestista greco
- 1990 - Thomas Jefferson Smith, calciatore inglese
- 1990 - Morten Sundli, ex calciatore norvegese
- 1990 - Bianca Walter, pattinatrice di short track tedesca
- 1990 - Dino Williams, ex calciatore giamaicano
- 1991 - André Claro, calciatore portoghese
- 1991 - Ramón Coronel, calciatore paraguaiano
- 1991 - Eric Davis, calciatore panamense
- 1991 - Kasia Gruchalla-Wesierski, canottiera e ex sciatrice alpina canadese
- 1991 - Joálisson, calciatore brasiliano
- 1991 - Renato Kelić, calciatore croato
- 1991 - Miloš Kovačević, calciatore serbo
- 1991 - Tevita Kuridrani, rugbista a 15 figiano
- 1991 - Nauris Miezis, cestista lettone
- 1991 - Milan Milanović, calciatore serbo
- 1991 - Mathias Rolland, ex sciatore alpino francese
- 1991 - Lukas Rotpuller, ex calciatore austriaco
- 1991 - Rodney Sneijder, calciatore olandese
- 1991 - Codie Taylor, rugbista a 15 neozelandese
- 1992 - Tesho Akindele, ex calciatore canadese
- 1992 - Fran Carbià, calciatore spagnolo
- 1992 - Phil Dunster, attore britannico
- 1992 - PAWSA, disc jockey e produttore discografico britannico
- 1992 - William Gros, calciatore malgascio
- 1992 - Julian Jeanvier, calciatore guineano
- 1992 - Henri Laaksonen, tennista finlandese
- 1992 - Daniel López Albés, ex calciatore spagnolo
- 1992 - Christian Mathenia, calciatore tedesco
- 1992 - Esther Petrack, modella statunitense
- 1992 - Bojan Radulović, ex cestista sloveno
- 1992 - Sérgio Sasaki, ginnasta brasiliano
- 1992 - Marcus Smith, giocatore di football americano statunitense
- 1992 - Paweł Słowiok, combinatista nordico polacco
- 1992 - Naoto Tobe, altista giapponese
- 1992 - Ben Toolis, rugbista a 15 australiano
- 1992 - Leterrius Walton, giocatore di football americano statunitense
- 1993 - Facundo Barcelo, calciatore uruguaiano
- 1993 - Sammie Coates, giocatore di football americano statunitense
- 1993 - Matvej Eliseev, ex biatleta russo
- 1993 - Musa Evloev, lottatore russo
- 1993 - Guillermo Hauché, calciatore argentino
- 1993 - Tomáš Holeš, calciatore ceco
- 1993 - Mikael Ishak, calciatore svedese
- 1993 - Quinton Jefferson, giocatore di football americano statunitense
- 1993 - Markul, rapper lettone
- 1993 - Molly Meech, velista neozelandese
- 1993 - Jacob Murillo, calciatore colombiano
- 1993 - Jessica Sutton, attrice sudafricana
- 1993 - Jamal Thiaré, calciatore senegalese
- 1993 - Krista Vansant, allenatrice di pallavolo e ex pallavolista statunitense
- 1993 - Federico Vázquez, calciatore argentino
- 1993 - Connor Wickham, calciatore inglese
- 1994 - Marco Bueno, ex calciatore messicano
- 1994 - Guilherme Costa Machado Silveira, ex calciatore brasiliano
- 1994 - John Gillon, cestista statunitense
- 1994 - Donatas Kazlauskas, calciatore lituano
- 1994 - Pak Myong-song, calciatore nordcoreano
- 1994 - Uroš Radaković, calciatore serbo
- 1994 - Tomas Rousseaux, pallavolista belga
- 1994 - Mads Würtz Schmidt, ciclista su strada danese
- 1995 - Rabia Al-Alawi, calciatore omanita
- 1995 - Amar Alibegović, cestista bosniaco
- 1995 - Bohdan Blyznjuk, cestista ucraino
- 1995 - Fiona Brown, calciatrice scozzese
- 1995 - Héctor Bustamante, calciatore paraguaiano
- 1995 - Brandon Butler jr, giocatore di football americano tedesco
- 1995 - Lukáš Hůlka, calciatore ceco
- 1995 - Izabella Frederico Sangalli, cestista brasiliana
- 1995 - Chase Josey, snowboarder statunitense
- 1995 - Mourad Laachraoui, taekwondoka belga
- 1995 - Anna Magnusson, biatleta svedese
- 1995 - Yannick Ngakoue, giocatore di football americano statunitense
- 1995 - Maecky Ngombo, calciatore belga
- 1995 - Aleksa Nikolić, cestista serbo
- 1995 - Daphne Scoccia, attrice italiana
- 1995 - Cheick Traoré, calciatore francese
- 1996 - Gaddi Aguirre, calciatore messicano
- 1996 - Sean Bennett, ex ciclista su strada statunitense
- 1996 - Artem Bjesjedin, calciatore ucraino
- 1996 - Kira Hagi, attrice rumena
- 1996 - Shakur Juiston, cestista statunitense
- 1996 - Serkan Jusein, calciatore bulgaro
- 1996 - Liza Koshy, attrice, conduttrice televisiva e comica statunitense
- 1996 - Riley LaChance, cestista statunitense
- 1996 - Avonte Maddox, giocatore di football americano statunitense
- 1996 - Carlos McCullers II, attore statunitense
- 1996 - Armando Méndez, calciatore uruguaiano
- 1996 - Tsogt-Ochiryn Namuuntsetseg, lottatrice mongola
- 1996 - Yan Naing Oo, calciatore birmano
- 1996 - Sarray, wrestler giapponese
- 1996 - Courtney Wildin, ex calciatore antiguo-barbudano
- 1997 - Kristine Anigwe, cestista britannica
- 1997 - Julien Ducree, cestista statunitense
- 1997 - Abdulrahman Ghareeb, calciatore saudita
- 1997 - Scott Kennedy, calciatore canadese
- 1997 - Jordan Mailata, ex rugbista a 15 e giocatore di football americano australiano
- 1997 - Mason Peatling, cestista australiano
- 1997 - Galen Robinson, cestista statunitense
- 1997 - Abdul Latif Romly, atleta paralimpico malaysiano
- 1997 - Elisha Sam, calciatore belga
- 1997 - Kay Smits, pallamanista olandese
- 1997 - Zoë Tauran, cantante olandese
- 1997 - Kevin Tshiembe, calciatore danese
- 1997 - Ciprian Tudosă, canottiere rumeno
- 1997 - Mārtiņš Ķigurs, calciatore lettone
- 1998 - Oskar Buur, calciatore danese
- 1998 - Khalil Dorsey, giocatore di football americano statunitense
- 1998 - Lea Fischer, fondista svizzera
- 1998 - Angela Kulikov, tennista statunitense
- 1998 - Marko Milićković, calciatore montenegrino
- 1998 - Raisa Musina, cestista russa
- 1998 - Marko Nikolić, calciatore serbo
- 1998 - Darcy Roper, lunghista australiano
- 1998 - Rafael Sangiovani, calciatore argentino
- 1998 - Anna Seidel, pattinatrice di short track tedesca
- 1998 - Devonte Wyatt, giocatore di football americano statunitense
- 1998 - Bruno José, calciatore brasiliano
- 1999 - T.J. Bass, giocatore di football americano statunitense
- 1999 - Onuralp Bitim, cestista turco
- 1999 - Adam Chrzanowski, calciatore polacco
- 1999 - Powfu, rapper e cantautore canadese
- 1999 - Tereza Jančová, ex sciatrice alpina slovacca
- 1999 - Japhet Tanganga, calciatore inglese
- 1999 - Jens Odgaard, calciatore danese
- 1999 - Nuno Pina, calciatore portoghese
- 1999 - Sander Raieste, cestista estone
- 1999 - Shiann Salmon, ostacolista e velocista giamaicana
- 1999 - Brooke Scullion, cantautrice irlandese
- 1999 - James Smith-Williams, giocatore di football americano statunitense
- 1999 - Ballou Tabla, calciatore canadese
- 1999 - Sam Williams, giocatore di football americano statunitense
- 1999 - Edon Zhegrova, calciatore kosovaro
- 2000 - Merve Atlıer, pallavolista turca
- 2000 - Giulian Biancone, calciatore francese
- 2000 - Lautaro Centurión, calciatore argentino
- 2000 - Alastair Chalmers, ostacolista britannico
- 2000 - Ruby Cruz, attrice statunitense
- 2000 - Javon Foster, giocatore di football americano statunitense
- 2000 - Kamil Kruk, calciatore polacco
- 2000 - Lars Lukas Mai, calciatore tedesco
- 2000 - Antonino Sabatino, cestista italiano
- 2000 - Matteo Scattaretico, attore italiano
- 2000 - Rait Ärm, ciclista su strada e ciclocrossista estone

## XXI secolo(26)
- 2001 - Uladzislaŭ Davyskiba, pallavolista bielorusso
- 2001 - César Haydar, calciatore colombiano
- 2001 - Đorđe Pažin, cestista serbo
- 2001 - Sofija Tarasova, cantante ucraina
- 2001 - James Wiseman, cestista statunitense
- 2002 - Daniela Campos, ciclista su strada e pistard portoghese
- 2002 - Rocco Perla, hockeista su ghiaccio italiano
- 2002 - Silva Verbič, combinatista nordica slovena
- 2003 - Yusuf Barası, calciatore turco
- 2003 - Grace Clinton, calciatrice inglese
- 2003 - Fōtīs Kitsos, calciatore greco
- 2003 - Igor Matanović, calciatore croato
- 2003 - Cooper Puckett, sciatore alpino statunitense
- 2003 - Franco Rami, calciatore argentino
- 2004 - Samson Baidoo, calciatore austriaco
- 2004 - Adi Asya Katz, ginnasta israeliana
- 2004 - Alex Luna, calciatore argentino
- 2004 - Diogo Travassos, calciatore portoghese
- 2004 - Sophie Nyberg, sciatrice alpina svedese
- 2004 - Mateo Sanabria, calciatore argentino
- 2005 - Reed Baker-Whiting, calciatore statunitense
- 2005 - Dong Zhihao, nuotatore cinese
- 2005 - Malick Fofana, calciatore belga
- 2005 - Adam Forrester, calciatore scozzese
- 2005 - Theodor Storm, pistard e ciclista su strada danese
- 2013 - Sofía Otero, attrice spagnola

## Senza anno specificato(1)
- Costanzo Cloro, imperatore e militare romano († 306)